# Струкачёв
Струкачёв (бел. Струкачоў) — деревня в Боровобудском сельсовете Кормянского района Гомельской области Беларуси.

## География

### Расположение
В 14 км на юго-запад от Кормы, в 67 км от железнодорожной станции Рогачёв (на линии Могилёв — Жлобин), в 96 км от Гомеля.

### Гидрография
На реке Горна (приток реки Сож). На юге мелиоративный канал.

## Транспортная сеть
На автодороге Корма — Зелёная Поляна. Планировка состоит из 2 почти параллельных между собой улиц, ориентированных с юго-востока на северо-запад и соединённых переулками. Застроена двусторонне, преимущественно деревянными домами усадебного типа. В 1987 году построены кирпичные дома на 50 семей, в которых разместились переселенцы из мест, загрязненных радиацией после катастрофы на Чернобыльской АЭС.

## История
В 1691 году упоминается как деревня Строкачев в Речицком повете ВКЛ. Согласно письменным источникам известна с XVIII века как деревня в Речицком повете Минского воеводства Великого княжества Литовского. После 1-го раздела Речи Посполитой (1772 год) в составе Российской империи. Согласно ревизии 1859 года во владении помещика И. К. Быковского. В 1880-е годы начал действовать хлебозапасный магазин. В 1886 году 2 ветряные мельницы, в Рассохской волости Рогачёвского уезда Могилёвской губернии. Согласно переписи 1897 года действовали церковно-приходская школа, хлебозапасный магазин, 2 ветряные мельницы, питейный дом. С 1907 года работало народное училище (85 учеников). В 1909 году работала винная лавка. С 1911 года при школе действовала библиотека.
С 20 августа 1924 года центр Струкачёвского сельсовета Кормянского, с 25 декабря 1962 года Рогачёвского, с 6 января 1965 года Чечерского, с 30 июля 1966 года Кормянского районов Могилёвского (до 26 июля 1930 года) округа, с 20 февраля 1938 года Гомельской области.
В 1929 году организован колхоз имени Р. Люксембург, работали ветряная мельница и кузница. Во время Великой Отечественной войны в боях около деревни погибли 49 советских солдат (похоронены в братской могиле в центре деревни). Согласно переписи 1959 года 391 житель. В 1974 году к деревне присоединена деревня Лозки, к которой в 1962 году были присоединены посёлки Дорки и Дубровка-I. Длительное время житель К. К. Никитин работал председателем местного колхоза, ему было присвоено звание Герой Социалистического Труда. В составе совхоза имени В. И. Чапаева (центр — деревня Боровая Буда). Расположены Дом культуры, отделение связи, средняя школа (в 1986 году построено новое кирпичное здание), библиотека, фельдшерско-акушерский пункт, детский сад.
В состав Струкачёвского сельсовета входили до 1962 года посёлки Дорки, Дубровка-I, Дубровка-II, до 1974 года деревня Лозки, посёлок Жданов, к которому в 1962 году были присоединены посёлк Круглый и Кривой Рог (в настоящее время не существуют).
Ранее населённый пункт был центром Струкачёвского сельсовета.

## Население

### Численность
- 2004 год — 107 хозяйств, 337 жителей.

### Динамика
- 1759 год — 20 дворов.
- 1886 год — 95 дворов, 541 житель.
- 1897 год — 150 дворов, 859 жителей (согласно переписи).
- 1909 год — 183 двора, 1095 жителей.
- 2004 год — 107 хозяйств, 337 жителей.

## Известные уроженцы
- К. К. Никитин — Герой Социалистического Труда, председатель местного колхоза.